# 金教中
金 教中（キム・ギョジュン、朝鮮語: 김교중/金敎中、1911年10月9日 - ?）は、日本統治時代の朝鮮と大韓民国の公務員、政治家。制憲国会議員。

## 経歴
日本統治時代の全羅北道茂朱郡出身。1930年に京畿公立中学校（現・京畿中学校）、1937年に京城地方官吏養成所を卒業した。1937年より公務員を務め、全羅北道益山郡と群山府、全羅北道道農業課、内務省地方課職員などを経て、1945年6月より茂朱郡増産課・内務課課長、全羅北道知事秘書室長などを歴任した。解放後は公務員の傍らに大同青年団で活動した。
1948年の初代総選挙において当選した申鉉燉が1948年11月に全羅北道知事に指名されたため、1949年1月の補欠選挙で当選し、国会議員を務めた。1949年2月に農地改革に関する臨時措置法案に賛成し、同年5月に国会から派遣した全羅南道一帯民政調査班に参加し、同年6月の国会議員141人による駐韓米国軍事顧問団の設置を歓迎する声明の発表にも参加した。同年9月に一民倶楽部に加入し、10月に改正国会法による常任委員会の改選で交通逓信委員会で活動した。1950年1月に内閣責任制で改憲する憲法改正案に同意し、4月に趙炳玉を後任の国務総理に推薦する連署に署名し、同月に「信託銀行不正貸付事件」の調査委員にも選出された。
朝鮮戦争の際、北朝鮮軍による虐殺で殺害された。